# João Aladje Mamadu Fadia
João Alage Mamadu Fadia (Bolama, 4 de janeiro de 1957) é um economista e contabilista de Guiné-Bissau, Ministro das Finanças no governo de Carlos Gomes Júnior, entre 2004 e 2005, do governo de Umaro Sissoco Embalo, entre 2017 a 2018 e, desde 2020, do governo de Nuno Gomes Nabiam. Mamadu Fadia tem mais de 40 anos de Banco Central, onde iniciou a sua carreira na antiga BNG, em 1978. Depois, integrou o BCEAO, em 1997, até a sua reforma. 

## Biografia
Fez Estudos Superiores em Contabilidade e Administração Bancária, pelo Instituto Superior de Contabilidade e Administração de Lisboa, em 1996.  Foi diretor Central de Controlo e Prevenção de Riscos na sede do banco BCEAO, em Dakar, 2007/2008. Nomeado Diretor Nacional do BCEAO, de junho 2008 a dezembro de 2016. Desempenhou o cargo do ministro da Economia e Finanças no Governo de Carlos Gomes Júnior, em 2004/2005. Ocupou a mesma pasta no executivo de General Úmaro Sissoco Embaló, entre 2017/2018. Nomeado mais uma para exercer as funções  do ministro das Finanças, no governo de Nuno Nabiam em 2020.